# 哈特維格·德倫堡
哈特維格·德倫堡（法語：Hartwig Derenbourg，1844年6月16日—1908年4月12日）出生於法國巴黎八區的已故東方學家。

## 生平
他就讀孔多塞高級中學取得中學資格之後，在父親約瑟夫·德倫堡的指導下，學會阿拉伯語、希伯來語、閃族語，接著師從首席拉比薩洛蒙·烏爾曼，接著前往萊比錫求學，在1866年得到博士學位。
1875年被任命為法國猶太神學院阿拉伯語和閃族語的教授，1880年前後遇到歐內斯特·勒南，在他的指導下成為法蘭西文學院的研究助理，他當時專攻希木葉爾王國的金石學，1884年再獲任命前往高等研究應用學院教授阿拉伯語，1900年獲選為文學院的院士。